# Spodnja Senarska
Spodnja Senarska – wieś w Słowenii, w gminie Sveta Trojica v Slovenskih goricah. W 2018 roku liczyła 106 mieszkańców.